# مسجد عبدالقادر
مسجد عبدالقادر مربوط به اواخر دوره قاجار -اوایل دوره پهلوی است و در نیک شهر، یک کیلومتری خیابان امام خمینی (ره) واقع شده و این اثر در تاریخ ۱۲ بهمن ۱۳۸۱ با شمارهٔ ثبت ۷۲۶۸ به‌عنوان یکی از آثار ملی ایران به ثبت رسیده است.